# Yangi-Nishon
Yangi-Nishon (in russo Янги-Нишан) è il capoluogo del distretto di Nishon nella regione di Kashkadarya, in Uzbekistan. Ha una popolazione (calcolata per il 2010) di 11.067 abitanti. La città si trova circa 25 km a sud di Karshi.